# 2022年9至10月伊朗打击伊拉克库尔德斯坦
2022年9至10月伊朗打击伊拉克库尔德斯坦是指2022年9月28日，伊斯兰革命卫队对伊拉克北部库伊桑贾格的一個库尔德人基地發動无人机、大炮和导弹袭击。 當天的襲擊造成包括妇女和儿童在內的至少13人死亡，另有58人受伤。

## 背景
阿米尼示威發生後，伊朗库尔德斯坦民主党和其他库尔德团体聲援示威。伊斯兰革命卫队方面表示，有185名巴斯基在骚乱中被人砍傷。伊斯兰革命卫队方面還表示，有1名巴斯基的头骨被暴徒打破。有5名巴斯基入住加護病房。 在多種因素下伊朗當局決定發動越境襲擊。

## 襲擊
伊朗此後繼續越境發動襲擊。截至10月4日，越境襲擊已導致18人死亡，62人受伤。
伊拉克外交部和伊拉克库尔德斯坦政府就伊朗發動的袭击表示谴责。